# Agrotis edmondsi
Agrotis edmondsi är en fjärilsart som beskrevs av Butler 1882. Agrotis edmondsi ingår i släktet Agrotis och familjen nattflyn. Inga underarter finns listade i Catalogue of Life.